# 松林炮台

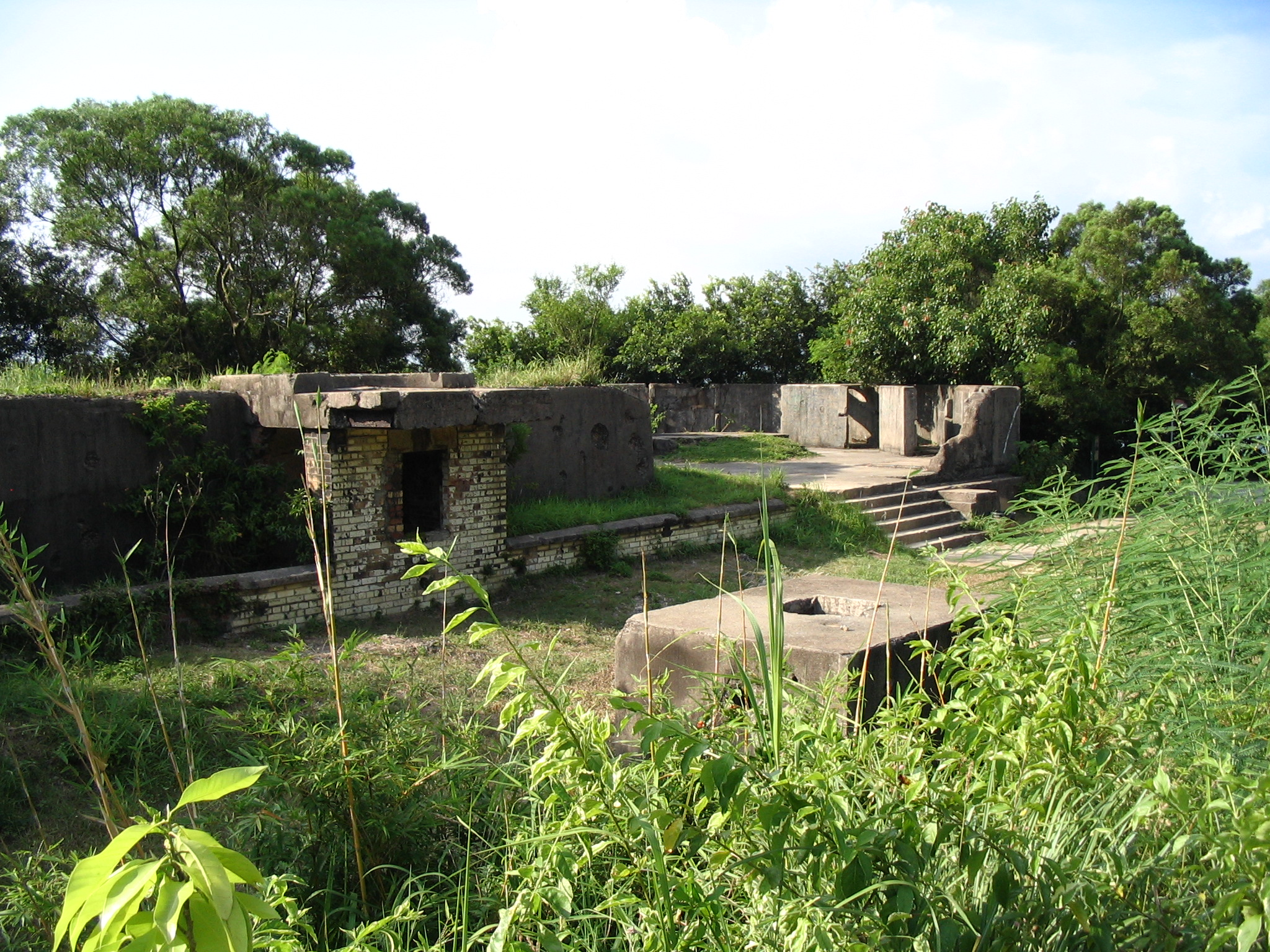
松林炮台

松林炮台（英語：Pinewood Battery，或稱龍虎山炮台）是英屬香港時期由英軍設立的炮台，位於香港島龍虎山克頓道附近。炮台位處海拔307米，為香港海拔最高的炮台。炮台遺址被列入香港二級歷史建築，現時被闢作松林廢堡郊遊區，並設有松林廢堡歷史徑（Pinewood Battery Heritage Trail），向遊客介紹松林炮台的歷史。

## 歷史

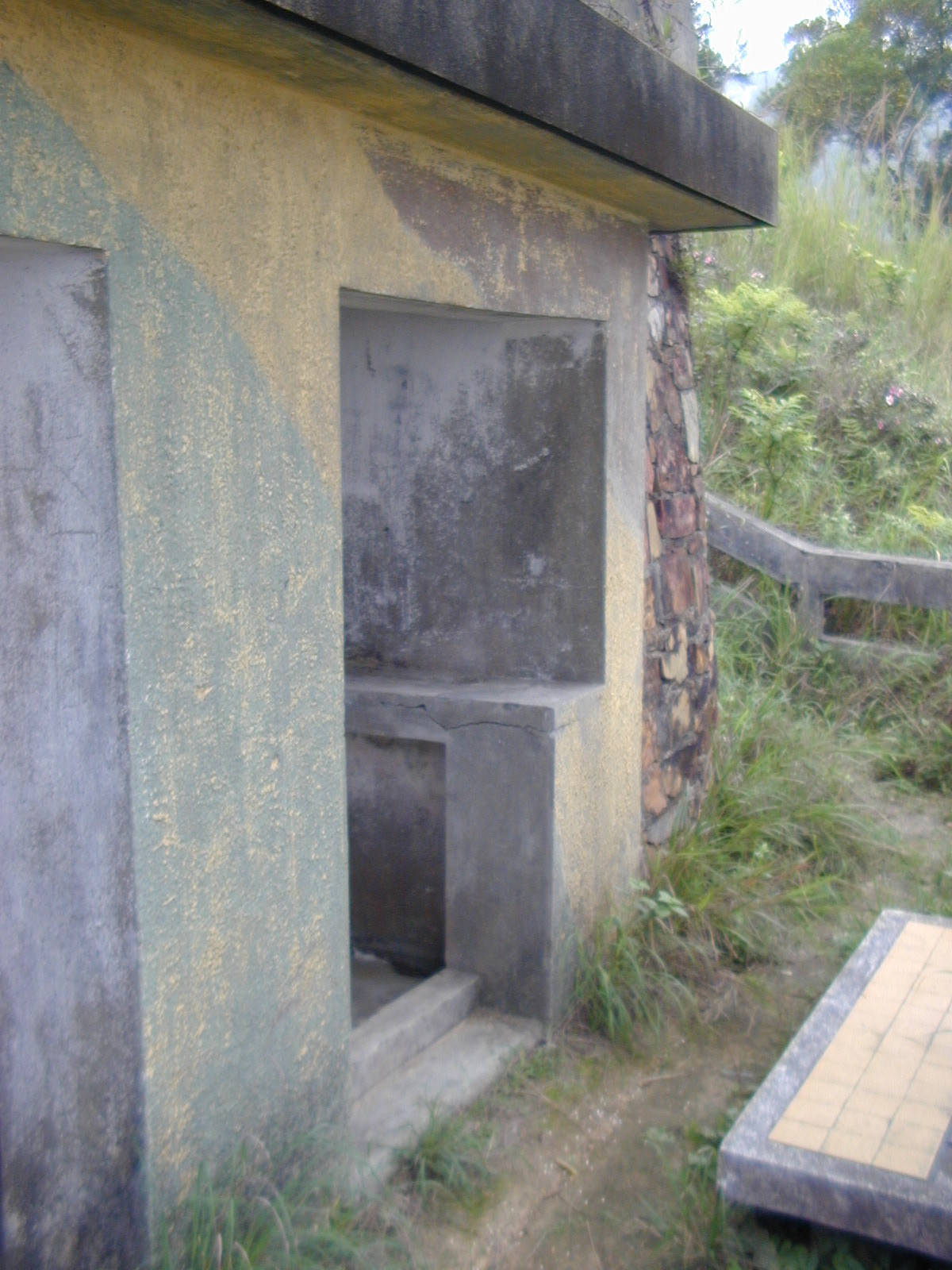
荒廢的廁所牆身上仍依稀留有綠、黃、啡等保護色

1898年，駐港英軍建議在龍虎山設置炮台，炮台於1901年動工興建，並於1905年落成，最初主要防止法俄兩國侵略香港。炮台因位於松林之間，故而得名。松林炮台裝設兩門6吋海防炮，炮台的中央位置是炮兵指揮部。隨著摩星嶺要塞於1912年落成啟用，松林炮台於1913年停用，海防炮亦被移走。
1930年代，因應抵禦空中攻擊的需求，松林炮台被改建為防空炮台，裝設兩門3吋高射炮，並增建多座營房及掩體，並加裝計算開火角度的計算機，但該炮台的位置較為顯眼，日軍一旦佔領九龍的山頭，便可直接觀測炮台的舉動。1941年12月8日香港保衛戰爆發，日軍在開戰後便出動轟炸機空襲松林炮台，雖然日軍飛機的空襲對炮台損害有限，但日軍在13日佔領九龍後，便部署重炮轟擊香港島的防衛設施，而最顯眼的松林炮台首當其衝。15日上午，松林炮台被日軍第1炮兵隊設於何文田的6門四年式150毫米榴彈炮連續炮轟4小時，1門防空炮、炮台高射瞄準器及高度探測器受損報廢，使炮台失去戰鬥力，駐守炮台的皇家炮兵團第17防空營的士兵被迫棄守。

## 現況
松林炮台的遺址保存得較為完整，現時成為龍虎山郊野公園的松林廢堡郊遊區。由於當地有大量廢棄的營房，所以吸引了很多喜歡打野戰的人前來。因此漁農自然護理署（郊野公園及海岸公園管理局）在廢堡設立了警告牌，說明「任何人未經當局許可攜帶任何種類火器、氣槍及投彈器具或裝置進入此區，可被檢控」，以免該處的歷史遺跡再受更多破壞。雖然如此，當地仍隨地可見大量塑膠的BB彈。

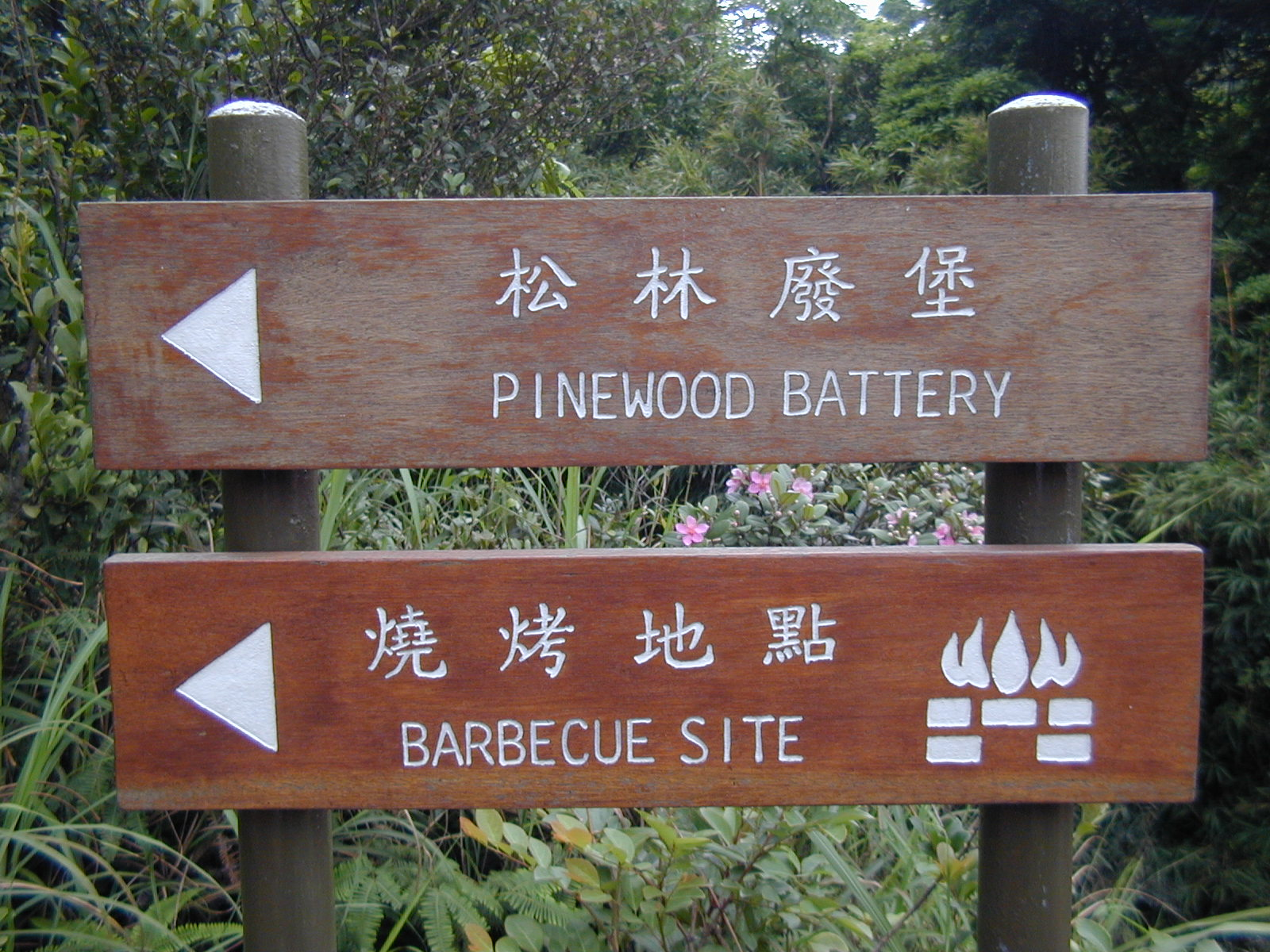
松林廢堡的指示牌
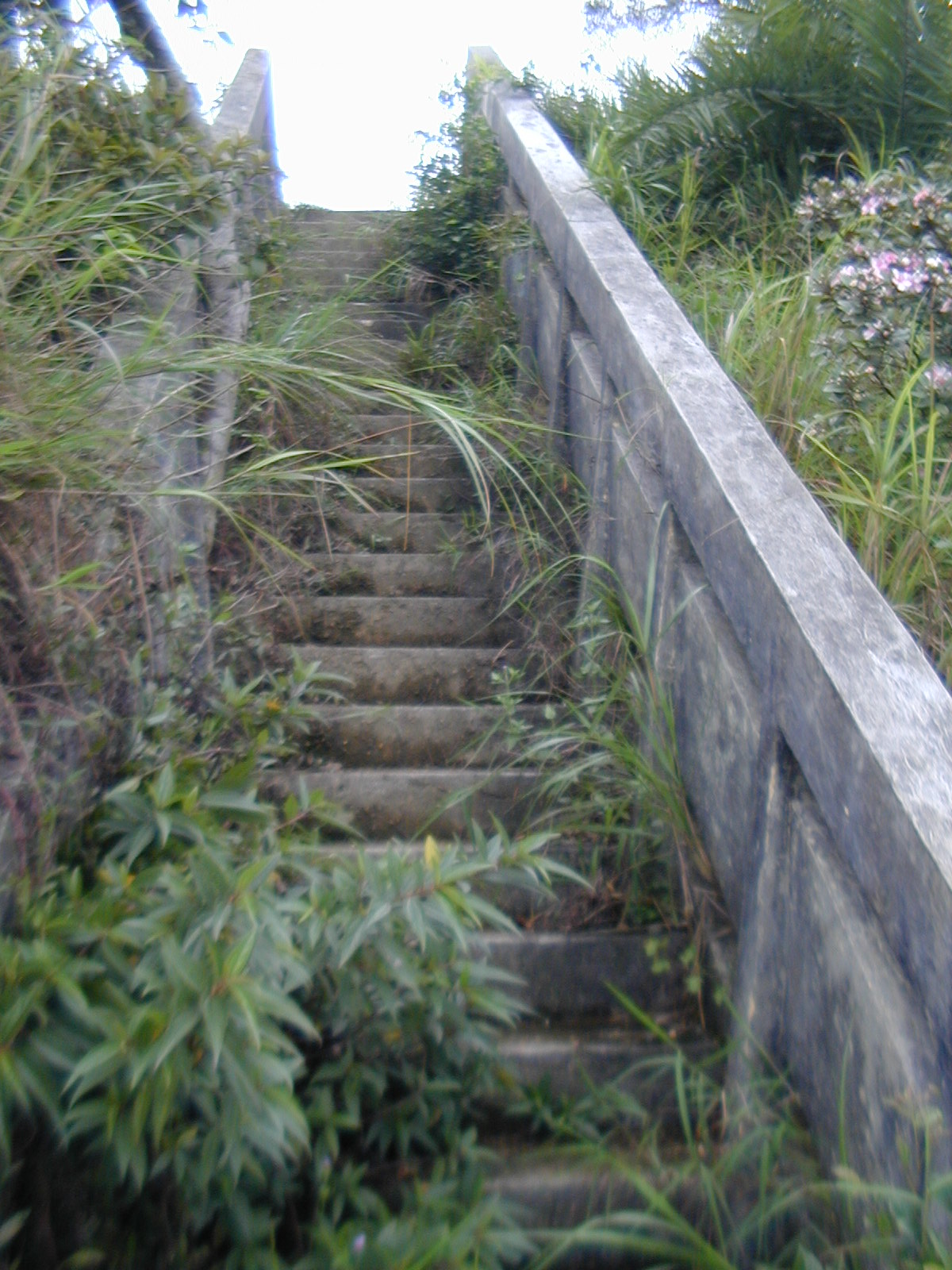
長滿雜草的樓梯
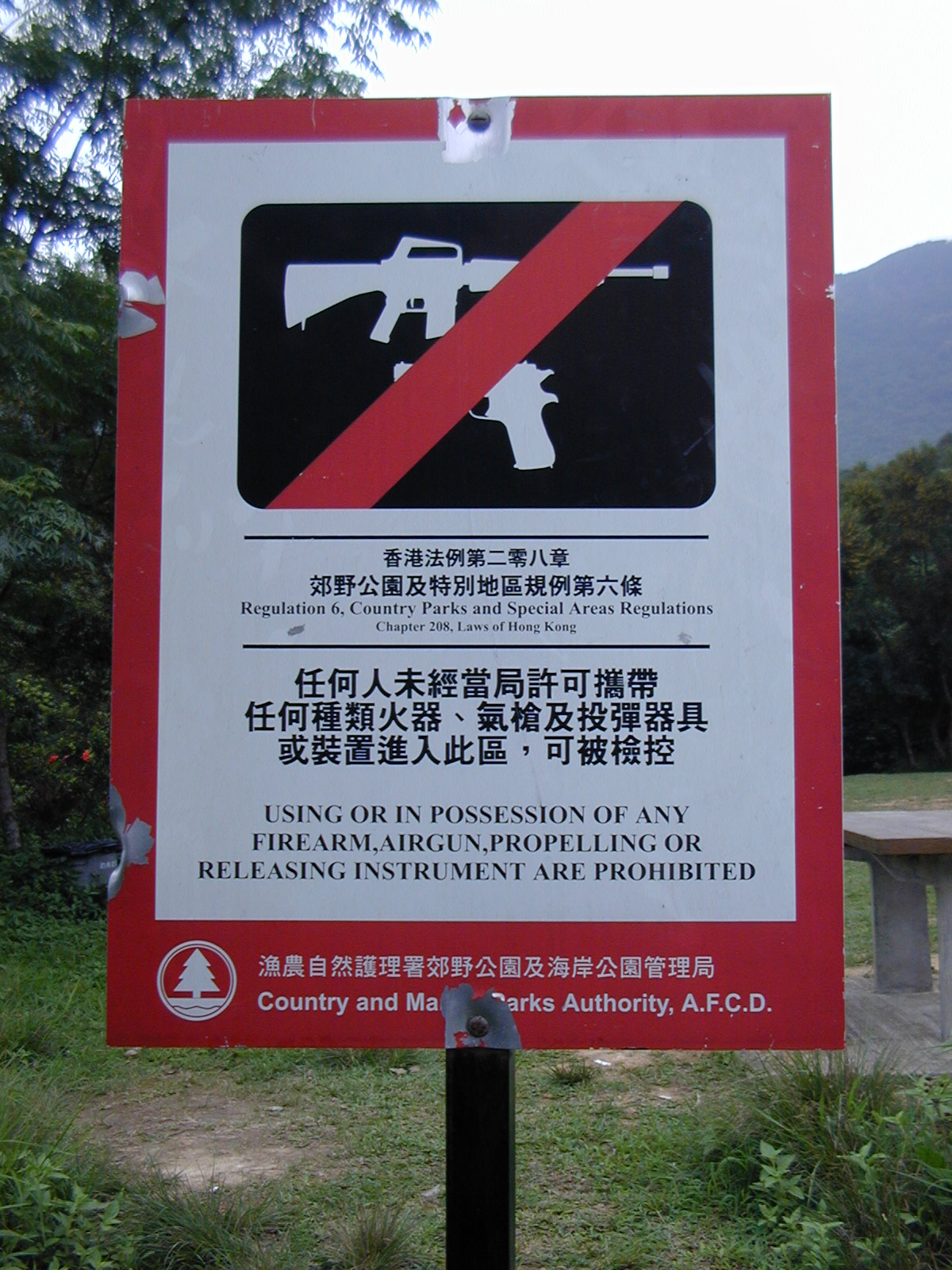
禁止野戰遊戲的警告牌

## 外部連結
维基共享资源上的相關多媒體資源：松林炮台
22°16′41″N 114°08′09″E / 22.27806°N 114.13583°E